# Mimas obsoleta
Mimas obsoleta är en fjärilsart som beskrevs av Clark 1891. Mimas obsoleta ingår i släktet Mimas och familjen svärmare. Inga underarter finns listade i Catalogue of Life.